# ロシュフォール＝モンターニュ
ロシュフォール＝モンターニュ （Rochefort-Montagne）は、フランス、オーヴェルニュ＝ローヌ＝アルプ地域圏、ピュイ＝ド＝ドーム県のコミューン。

## 地理

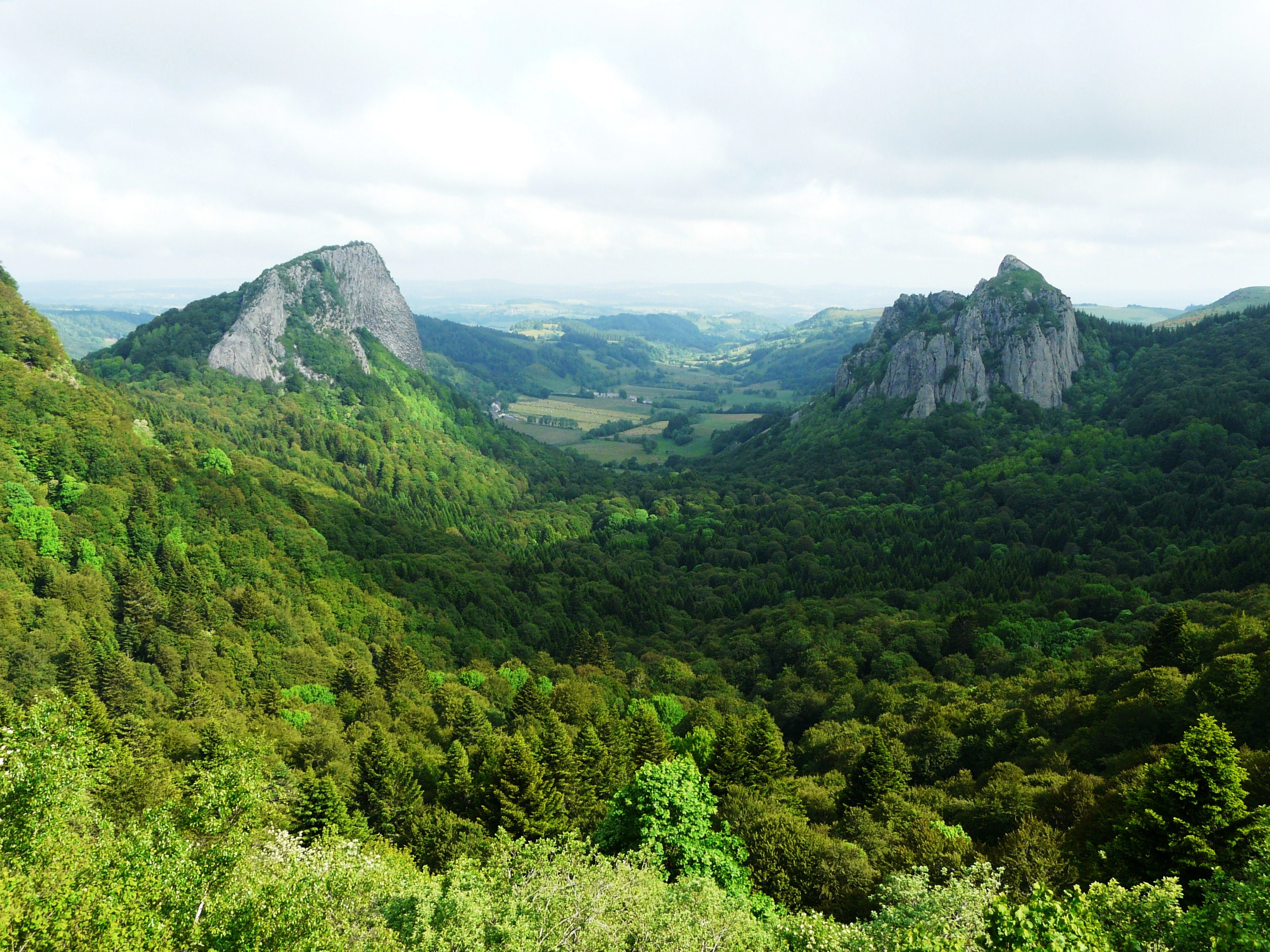
左側がテュイリエール山で、ロシュフォール＝モンターニュ。右側はサナドワール山で、オルシヴァルに含まれる

県西部にあり、コミューンの北東部をシウール川の支流シウロ川が流れ、ミウーズ川の支流ロシュフォール川が流れる。
コミューンで最も標高の低い地点（771m）は、コミューンの北東端、シウロ川がコミューンから流れ出るところで、隣接するコミューンのサン・ボネ・プレ・オルシヴァルとの中間に位置している。最も標高の高い地点は1280mから1288mで、コミューンの南部テュイリエール山に位置している。
ロシュフォール川の流れに沿って、県道74号線、80号線、216号線、2089号線の交差地点がある。ロシュフォール＝モンターニュの町は直線距離でラ・ブルブールの北東12kmのところにある。

## 人口統計
| 1962年 | 1968年 | 1975年 | 1982年 | 1990年 | 1999年 | 2006年 | 2012年 |
| ------ | ------ | ------ | ------ | ------ | ------ | ------ | ------ |
| 1085   | 1077   | 1081   | 984    | 948    | 910    | 906    | 921    |

source=1999年までLdh/EHESS/Cassini、2004年以降INSEE

## 史跡

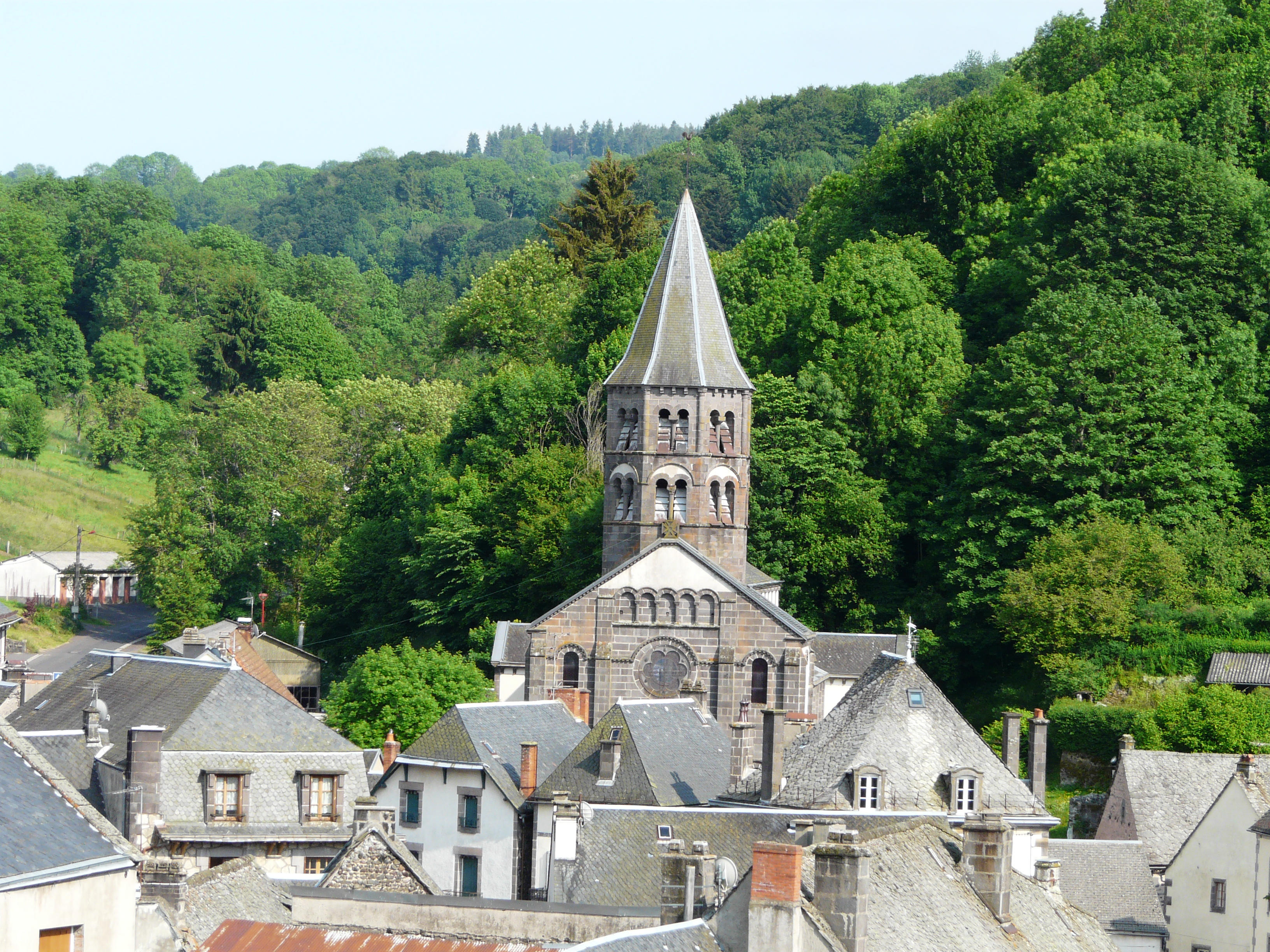
教会
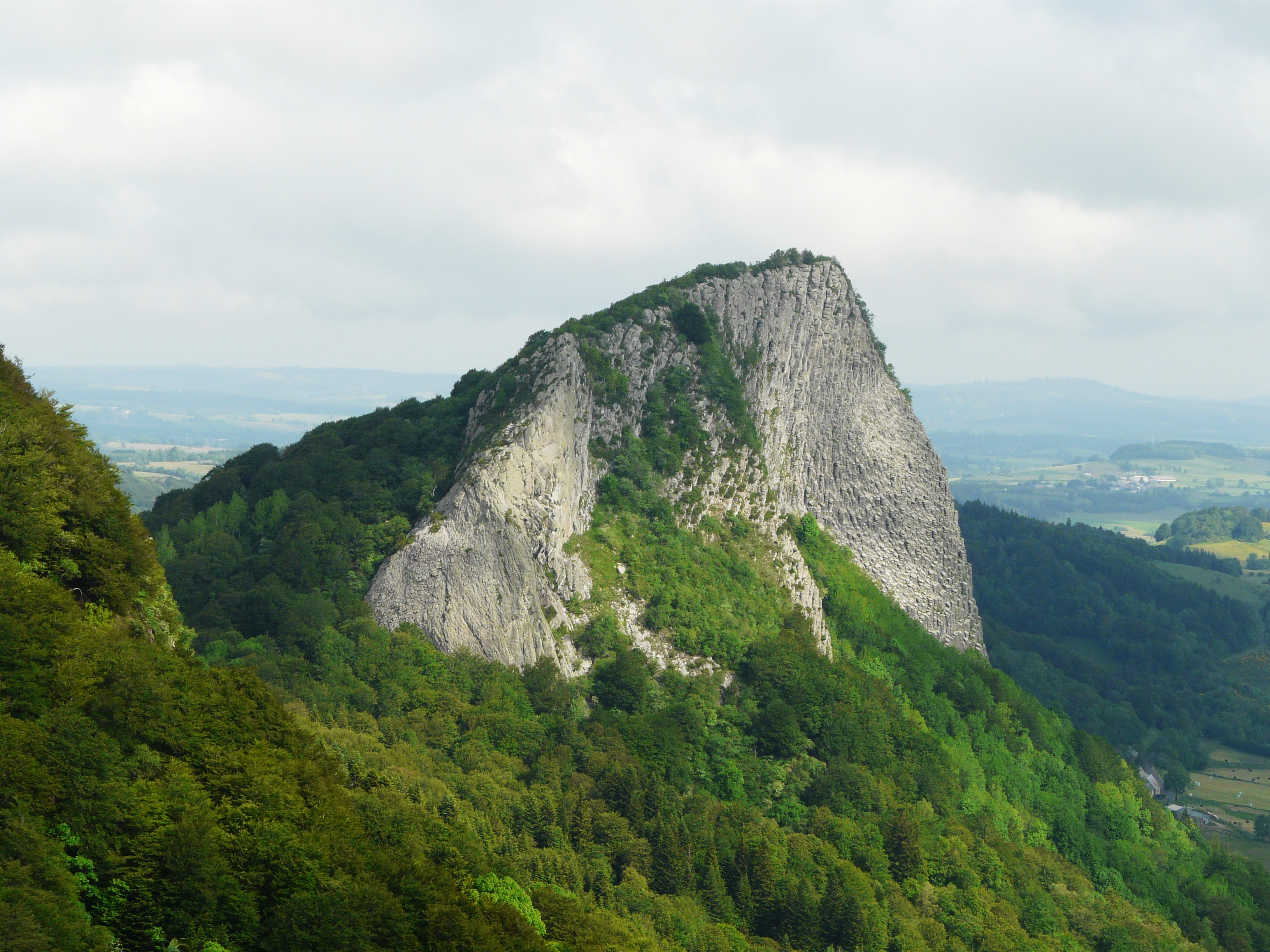
テュイリエール山

### 参照
1. ↑  Deux données contradictoires selon le Géoportail : 1,280 mètres pour la boîte « Communes » et 1,288 mètres sur la carte.